# Provincia de Champasak
Champasak (en lao: ຈໍາປາສັກ) es una provincia en el sudoeste de Laos, cerca de la frontera con Tailandia y Camboya. Es uno de los tres principados que sucedió al reino de Lan Xang. 
El río Mekong fluye a través de la provincia. La capital de la provincia es Pakxe, que toma su nombre de Champasak, la antigua capital del Reino de Champasak. Posee 15.415 km² de superficie.
La pequeña ciudad de Champasak, donde se localizan las ruinas jemeres de Wat Phu, es la capital del distrito homónimo. Las cataratas de Khone Phapheng están localizadas en la provincia. 
Se puede llegar a Champasak desde Tailandia por el paso fronterizo de Chong Mek, en Vang Tao, donde la carretera conduce al este hacia la ciudad de Pakxe. 

## Demografía
Según estimación 2010 contaba con una población total de 650.460 habitantes.

## Distritos
La provincia se divide internamente en diez distritos:
- Bachiangchaleunsook
- Champasack
- Khong
- Moonlapamok
- Pakse
- Paksong
- Pathoomphone
- Phonthong
- Sanasomboon
- Sukhuma